# Liste der Baudenkmäler in Kinding

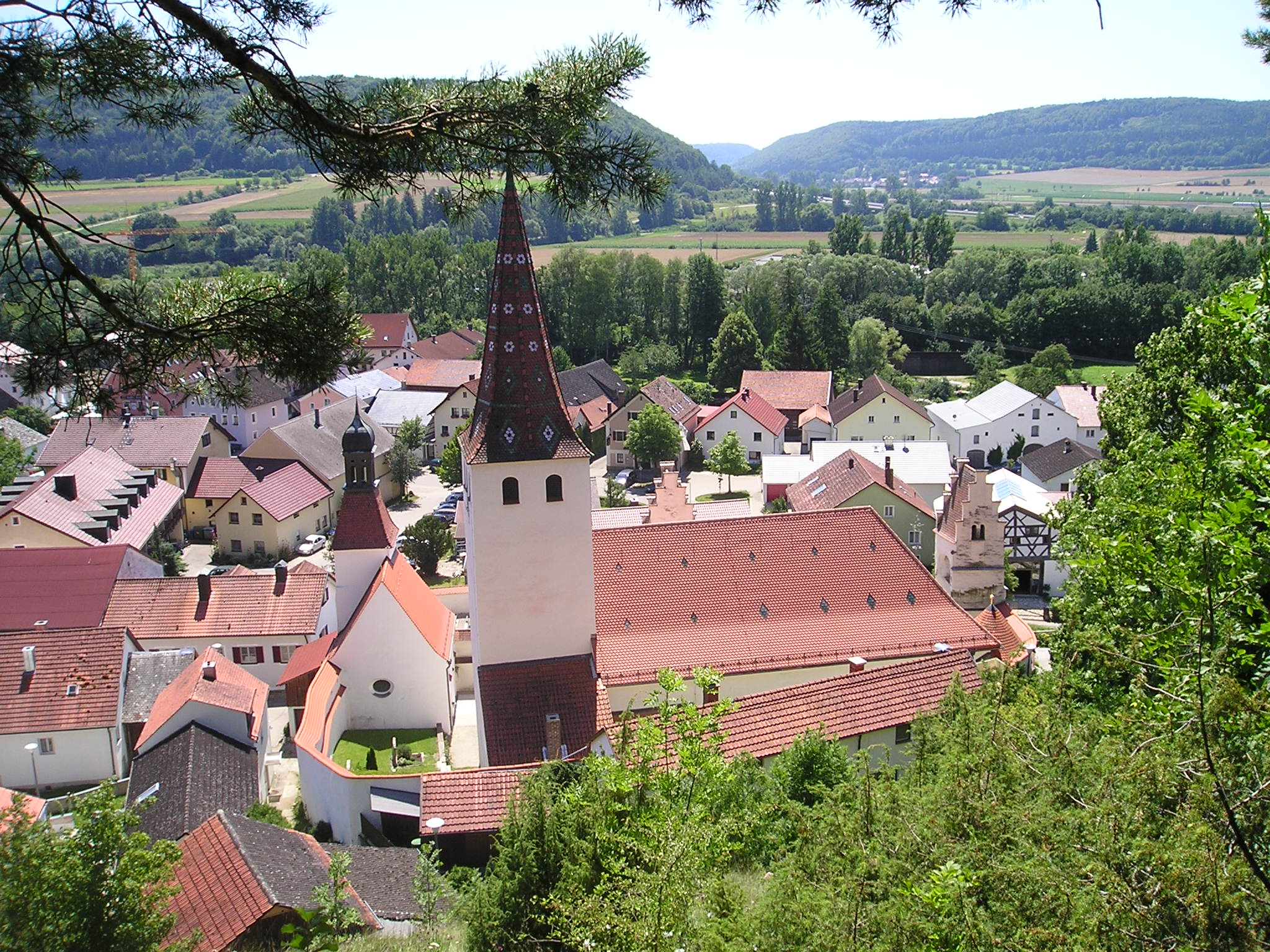
Blick auf die Wehrkirche in Kinding

Auf dieser Seite sind die Baudenkmäler in dem oberbayerischen Markt Kinding zusammengestellt. Diese Tabelle ist eine Teilliste der Liste der Baudenkmäler in Bayern. Grundlage ist die Bayerische Denkmalliste, die auf Basis des Bayerischen Denkmalschutzgesetzes vom 1. Oktober 1973 erstmals erstellt wurde und seither durch das Bayerische Landesamt für Denkmalpflege geführt wird. Die folgenden Angaben ersetzen nicht die rechtsverbindliche Auskunft der Denkmalschutzbehörde.

## Baudenkmäler nach Ortsteilen

### Kinding
| Lage                             | Objekt                            | Beschreibung | Akten-Nr.              | Bild                 |
| -------------------------------- | --------------------------------- | --- | ---------------------- | -------------------- |
| An der Wehrkirche 6 (Standort)   | Katholische Pfarrkirche St. Maria | Wehrkirche, romanische Chorturmanlage, Langhaus wohl vor 1357, barocker Ausbau 18. Jahrhundert, Verlängerung 1907, Turmobergeschoss 16./17. Jahrhundert; mit Ausstattung; Ölbergkapelle an der Südseite, um 1500; mit Ausstattung; innerer und äußerer Friedhof geweiht 1357, im 14. Jahrhundert durch Mauern, zum Teil mit Wehrgängen und drei Wehrtürme befestigt; am südöstlichen Turm Fünfwundenkapelle mit Karner, 1474 geweiht, Umbau 1687; mit Ausstattung; Friedhofskapelle, wohl 18. Jahrhundert. | D-1-76-137-2 Wikidata  | weitere Bilder       |
| Buchfalter (Standort)            | Kreuzgruppe                       | Zwei Steinfragmente mit reliefierten Kreuzen, mittelalterlich, mit Kruzifix, 19. Jahrhundert; südlich der alten Schwarzachbrücke. | D-1-76-137-17 Wikidata | weitere Bilder       |
| Gredinger Straße 3 (Standort)    | Ehemaliger Bauernhof              | Wohnstallhaus mit Kalkplattendach, erste Hälfte 19. Jahrhundert; Fachwerkstadel mit Kalkplattendach, wohl 18. Jahrhundert. | D-1-76-137-5 Wikidata  | weitere Bilder       |
| Gredinger Straße 6 (Standort)    | Pfarrhaus                         | zweigeschossiger Steildachbau mit segmentbogigen Fenstern, Putzgliederung und Lüftungsluken, mit Außentreppe, erbaut 1857. | D-1-76-137-6 Wikidata  | weitere Bilder       |
| Kipfenberger Straße 4 (Standort) | Ehemaliger Stadel                 | jetzt Feuerwehrhaus, Fachwerkbau mit Kalkplattendach, Anfang 19. Jahrhundert. | D-1-76-137-9 Wikidata  | BW                   |
| Marktplatz (Standort)            | Marktbrunnen                      | gusseiserner Pfeiler mit aufgesetztem klassizistischem Säulenschaft, Ende 19. Jahrhundert, erneuert in jüngerer Zeit; bei Marktplatz 5. | D-1-76-137-14 Wikidata | weitere Bilder       |
| Marktplatz 3 (Standort)          | Alte Post                         | Gasthof, ortsbildprägender zweigeschossiger Massivbau mit Kalkplattendach, Vorschussgiebelfragment, Putzbandgliederungen und Portal, Anfang 19. Jahrhundert, im Kern wohl älter. | D-1-76-137-11 Wikidata | weitere Bilder       |
| Marktplatz 8 (Standort)          | Ehemaliger Bauernhof              | giebelständiges Wohnstallhaus mit zwei hohen Speichergeschossen, mit Kalkplattendach, Anfang 19. Jahrhundert, in jüngerer Zeit erneuert; angeschlossene traufseitige Scheune, massiv und Fachwerk, mit Kalkplattendach, gleichzeitig, erneuert. | D-1-76-137-12 Wikidata | Ehemaliger Bauernhof |
| Marktplatz 16 (Standort)         | Ehemaliges Bauernhaus             | erdgeschossiger Massivbau mit Kalkplattendach, Lüftungsluken, mit angebautem Backofenhäuschen, Ende 18./Anfang 19. Jahrhundert. | D-1-76-137-13 Wikidata | weitere Bilder       |
| Mühlanger (Standort)             | Scheune                           | Fachwerkbau mit Steildach, giebelseitig erschlossen, erste Hälfte 19. Jahrhundert. | D-1-76-137-4 Wikidata  | weitere Bilder       |
| Römerbrücke (Standort)           | Altmühlbrücke                     | Sogenannte Römerbrücke, fünfbogiger Kalksteinbau mit Brüstungsmauern und gemauerter Bildstocknische, fertiggestellt 1777 (saniert 2021). | D-1-76-137-98 Wikidata | weitere Bilder       |
| Sandleite (Standort)             | Wegkapelle                        | Kleiner Satteldachbau, mit klassizistischer Fassadengliederung, 1822; am Weg nach Irlahüll. | D-1-76-137-15 Wikidata | weitere Bilder       |
| Sommerleite (Standort)           | Wegkapelle                        | modern bezeichnet mit dem Jahr 1583, wohl im 18. Jahrhundert neu errichtet; mit Ausstattung | D-1-76-137-7 Wikidata  | weitere Bilder       |
| Sommerleite (Standort)           | Bildstock                         | sogenannte Pestsäule, Kalksteinpfeiler mit Tabernakelaufsatz, bezeichnet mit dem Jahr 1697. | D-1-76-137-8 Wikidata  | weitere Bilder       |

### Badanhausen
| Lage                                   | Objekt                             | Beschreibung | Akten-Nr.              | Bild           |
| -------------------------------------- | ---------------------------------- | --- | ---------------------- | -------------- |
| Bachstraße 8; Bachstraße 10 (Standort) | Fachwerkscheune                    | erste Hälfte 19. Jahrhundert. Besichtigung am 30.4.2021: nicht vorgefunden, offensichtlich abgebrochen                                                                                        | D-1-76-137-18 Wikidata | BW             |
| Bachstraße 12 (Standort)               | Bauernhaus                         | erdgeschossig, mit Kalkplattendach, erste Hälfte 19. Jahrhundert; Scheune, massiv, mit Kalkplattendach, wohl gleichzeitig.                                                                    | D-1-76-137-19 Wikidata | Bauernhaus     |
| Beilngrieser Weg 3 (Standort)          | Nischenfigur                       | 18. Jahrhundert | D-1-76-137-22 Wikidata | Nischenfigur   |
| Fischerstraße 2 (Standort)             | Wohnhaus mit eingebautem Stallteil | zweigeschossiger Satteldachbau mit Kniestock und Kalkplattendach (erneuert), mit Giebelluken, Anfang 18. Jahrhundert; Scheune, Ständerbau, verbrettert, mit Kalkplattendach (erneuert), 1616. | D-1-76-137-99 Wikidata | weitere Bilder |
| Fräuleinweg (Standort)                 | Wegkapelle                         | 19. Jahrhundert, in jüngerer Zeit erneuert; an der Straße nach Beilngries. | D-1-76-137-24 Wikidata | weitere Bilder |
| Kerntalweg 1 (Standort)                | Scheune                            | Ständerbau, verbrettert, mit Kalkplattendach, 1616. | D-1-76-137-21 Wikidata | Scheune        |
| Nähe Fischerstraße (Standort)          | Scheune                            | massiv und Fachwerk, Kalkplattendach, erste Hälfte 19. Jahrhundert. Besichtigung am 30.4.2021: nicht vorgefunden, offensichtlich abgebrochen                                                  | D-1-76-137-20 Wikidata | BW             |
| Nähe Haunstetter Weg (Standort)        | Wegkapelle                         | 19. Jahrhundert, erneuert 2008; am Weg nach Haunstetten. | D-1-76-137-23 Wikidata | weitere Bilder |

### Berletzhausen
| Lage                       | Objekt                  | Beschreibung | Akten-Nr.              | Bild           |
| -------------------------- | ----------------------- | --- | ---------------------- | -------------- |
| Außerfeld (Standort)       | Flurkreuz               | pfeilerartiges Steinkreuz auf quadratischem Sockel, mit eisernem Corpus, bezeichnet mit dem Jahr 1940; am Westende des Ortes. | D-1-76-137-30 Wikidata | weitere Bilder |
| Berletzhausen 6 (Standort) | Kapelle zur Hl. Familie | Barockisierender Saalbau, 1911, Zwiebelturm im Unterteil wohl älter; mit Ausstattung                                          | D-1-76-137-25 Wikidata | weitere Bilder |
| Berletzhausen 8 (Standort) | Scheune                 | Fachwerk, mit Kalkplattendach, erste Hälfte 19. Jahrhundert.                                                                  | D-1-76-137-26 Wikidata | Scheune        |
| Bückel (Standort)          | Flurkreuz               | pfeilerartiges Steinkreuz auf rechteckigem Sockel, mit eisernem Corpus, um 1922; am Ostende des Ortes.                        | D-1-76-137-29 Wikidata | weitere Bilder |

### Eibwang
| Lage                  | Objekt          | Beschreibung | Akten-Nr.              | Bild           |
| --------------------- | --------------- | --- | ---------------------- | -------------- |
| Eibwang 2 (Standort)  | Schloss Eibwang | Ehemaliger Edelsitz, jetzt Bauernhof; zweigeschossiges Wohnhaus auf kleiner Anhöhe, mit geschlepptem Kalkplattendach, Wappentafel am Haus bezeichnet mit dem Jahr 1530, äußere Erscheinung 18. Jahrhundert; von Graben umgeben (ehemalige Weiherhausanlage); Fachwerkscheune, traufseitig erschlossen, erste Hälfte 19. Jahrhundert. | D-1-76-137-31 Wikidata | weitere Bilder |
| In Eibwang (Standort) | Kapelle         | 1723 erbaut, 1819 erneuert; mit Ausstattung | D-1-76-137-32 Wikidata | weitere Bilder |

### Enkering
| Lage                          | Objekt                                     | Beschreibung | Akten-Nr.              | Bild                                       |
| ----------------------------- | ------------------------------------------ | --- | ---------------------- | ------------------------------------------ |
| Hauptstraße 24 (Standort)     | Ehemaliger Bauernhof                       | zweigeschossiges Wohnhaus, Massivbau mit Kalkplattendach und Eckquaderung, 1632, im Kern älter; Scheune, Fachwerkbau, mit Kalkplattendach, 1744; auf einer Insel der Anlauter gelegen.                                                                               | D-1-76-137-34 Wikidata | weitere Bilder                             |
| Hauptstraße 31 (Standort)     | Pfarrhaus                                  | zweigeschossiger Massivbau mit Mansardwalmdach und Aufzugsluke, bezeichnet mit dem Jahr 1757. | D-1-76-137-35 Wikidata | weitere Bilder                             |
| Hauptstraße 37 (Standort)     | Katholische Pfarrkirche St. Otmar          | Chorturmanlage, unter Einbeziehung älterer Teile um 1617 erneuert, Barockisierung 1738, Verlängerung des Langhauses 1873; mit Ausstattung; Reste der mittelalterlichen Friedhofsbefestigung, 12./13. Jahrhundert; klassizistischer Grabstein Joseph Thurmeier, 1838. | D-1-76-137-36 Wikidata | weitere Bilder                             |
| Hauptstraße 41 (Standort)     | Fachwerkscheune                            | mit hohem Kniestock und Fachwerk, erste Hälfte 19. Jahrhundert. | D-1-76-137-37 Wikidata | weitere Bilder                             |
| Hauptstraße 55 (Standort)     | Flurkreuz                                  | pfeilerartiges Steinkreuz auf Rechtecksockel mit eisernem Corpus, um 1920; am Ortsende, Richtung Eichstätt. | D-1-76-137-46 Wikidata | weitere Bilder                             |
| Heutaläcker (Standort)        | Flurkapelle Hl. Dreifaltigkeit             | wohl Anfang 19. Jahrhundert; mit Ausstattung; am Weg nach Greding, westlich der Autobahn, nahe der Landkreisgrenze. | D-1-76-137-48 Wikidata | weitere Bilder                             |
| Ilblinger Straße 1 (Standort) | Barbarakapelle                             | kleiner Satteldachbau mit Giebelnische, 18./19. Jahrhundert, gemalte Fassadengliederung aus jüngerer Zeit; beim ehemaligen Bahnhof, nahe Autobahn. | D-1-76-137-16 Wikidata | weitere Bilder                             |
| In Enkering (Standort)        | Wegkapelle                                 | wohl erste Hälfte 19. Jahrhundert; mit Ausstattung | D-1-76-137-44 Wikidata | weitere Bilder                             |
| Mauergarten (Standort)        | Flurkreuz                                  | Holzkreuz aus jüngerer Zeit, Corpus wohl erste Hälfte 18. Jahrhundert; bei Rumburgstraße 33. | D-1-76-137-47 Wikidata | Flurkreuz                                  |
| Rumburgleite (Standort)       | Burgruine Rumburg                          | Hohe Teile der Ringmauer und des Torbaus sowie Gräben und Vorburg erhalten, um 1400 erbaut, Anfang 16. Jahrhundert durch Brand zerstört; nordwestlich über Enkering.                                                                                                 | D-1-76-137-42 Wikidata | weitere Bilder                             |
| Rumburgstraße (Standort)      | Wegkapelle                                 | barock, modern bemalt und bezeichnet mit dem Jahr 1767; mit Ausstattung | D-1-76-137-41 Wikidata | weitere Bilder                             |
| Rumburgstraße 1 (Standort)    | Wohnstallhaus eines ehemaligen Bauernhofes | zweigeschossiger Massivbau mit Kalkplattendach und reichem Fachwerkgiebel, 18. Jahrhundert; Scheune, Fachwerk, mit geschlepptem Kalkplattendach, um Mitte 19. Jahrhundert.                                                                                           | D-1-76-137-38 Wikidata | Wohnstallhaus eines ehemaligen Bauernhofes |
| Rumburgstraße 1a (Standort)   | Zwei Inschrifttafeln am Haus               | bezeichnet mit dem Jahr 1856 und 1874. | D-1-76-137-43 Wikidata | weitere Bilder                             |
| Rumburgstraße 10 (Standort)   | Fachwerkscheune                            | mit Kalkplattendach (durch Ziegeldach ersetzt), erste Hälfte 19. Jahrhundert, erneuert 2008. | D-1-76-137-40 Wikidata | weitere Bilder                             |

### Erlingshofen
| Lage                       | Objekt                                     | Beschreibung | Akten-Nr.              | Bild           |
| -------------------------- | ------------------------------------------ | --- | ---------------------- | -------------- |
| Birkhof (Standort)         | Grenzstein                                 | FE (Fürstentum Eichstätt), um 1818. | D-1-76-137-61 Wikidata | BW             |
| Erlingshofen 2 (Standort)  | Kreuzstein                                 | um 1500; an der Abzweigung Niefang. | D-1-76-137-60 Wikidata | weitere Bilder |
| Erlingshofen 6 (Standort)  | Bauernhaus                                 | mit Kalkplattendach und Fachwerkobergeschoss, erste Hälfte 19. Jahrhundert. | D-1-76-137-51 Wikidata | weitere Bilder |
| Erlingshofen 9 (Standort)  | Ehemaliges Bauernhaus                      | erdgeschossig, mit Kalkplattendach und reichem Fachwerkgiebel, 18. Jahrhundert; Scheune, massiv, mit Fachwerkobergeschoss und Kalkplattendach, zweite Hälfte 19. Jahrhundert.                                    | D-1-76-137-53 Wikidata | weitere Bilder |
| Erlingshofen 11 (Standort) | Ehemaliges Bauernhaus                      | Obergeschoss in reichem Fachwerk, 18. Jahrhundert. Besichtigung am 27.2.2022: offensichtlich abgerissen und durch Neubau ersetzt                                                                                 | D-1-76-137-54 Wikidata | BW             |
| Erlingshofen 14 (Standort) | Kalksteintürgewände                        | Haustür und Vortreppe, bezeichnet mit dem Jahr 1880. | D-1-76-137-56 Wikidata | weitere Bilder |
| Erlingshofen 16 (Standort) | Ehemaliges Bauernhaus                      | zweigeschossiger Massivbau, mit Kalkplattendach (erneuert) und Aufzugsluke, Anfang 19. Jahrhundert, Putzbandgliederung aus jüngerer Zeit.                                                                        | D-1-76-137-57 Wikidata | weitere Bilder |
| Erlingshofen 18 (Standort) | Scheune                                    | ehemaliges Raiffeisenlager, jetzt Sitz des Heimatvereins, Fachwerkbau, traufseitig erschlossen, westlicher Teil verbrettert, erste Hälfte 19. Jahrhundert.                                                       | D-1-76-137-58 Wikidata | weitere Bilder |
| Erlingshofen 30 (Standort) | Fachwerkscheune                            | traufseitig erschlossen, erste Hälfte 19. Jahrhundert. | D-1-76-137-59 Wikidata | weitere Bilder |
| Erlingshofen 33 (Standort) | Katholische Filialkirche Mariä Himmelfahrt | Saalkirche mit Steildach, Chor um 1300, Langhaus und Turm von Johann Baptist Camesino errichtet 1711; modern erweitert; mit Ausstattung; in der Friedhofsmauer ein barocker und drei klassizistische Grabsteine. | D-1-76-137-49 Wikidata | weitere Bilder |
| Rotbühlforst (Standort)    | Burgruine Rundeck                          | Teile der Ringmauer der ehemaligen ovalen Burganlage, 12. bis 14. Jahrhundert. | D-1-76-137-50 Wikidata | weitere Bilder |

### Haunstetten
| Lage                      | Objekt                             | Beschreibung | Akten-Nr.              | Bild           |
| ------------------------- | ---------------------------------- | --- | ---------------------- | -------------- |
| Haar (Standort)           | Wegkapelle                         | erste Hälfte 19. Jahrhundert; an der Straße nach Beilngries am Waldrand. | D-1-76-137-71 Wikidata | weitere Bilder |
| Hardtstraße 1 (Standort)  | Himmelsköniginkapelle              | kubenförmiger Bau mit Walmdach und Vorhalle, 18. Jahrhundert; mit Ausstattung | D-1-76-137-70 Wikidata | weitere Bilder |
| Hardtstraße 5 (Standort)  | Pfarrhof                           | Pfarrhaus, zweigeschossiger Massivbau mit hohem Kniestock und Flachsatteldach, Wappentafel bezeichnet mit dem Jahr 1629; Pfarrscheune, Fachwerkbau, traufseitig erschlossen, Ende 18./Anfang 19. Jahrhundert. | D-1-76-137-63 Wikidata | weitere Bilder |
| Hardtstraße 7 (Standort)  | Scheune                            | Fachwerkbau mit Kalkplattendach, traufseitig erschlossen, Ende 18./Anfang 19. Jahrhundert, Verbretterung an der Ostseite vermutlich aus jüngerer Zeit. | D-1-76-137-64 Wikidata | weitere Bilder |
| In Haunstetten (Standort) | Bennokapelle                       | zweiachsiger Steildachbau mit neuromanischem Portal, 1869; mit Ausstattung | D-1-76-137-65 Wikidata | weitere Bilder |
| Kirchstraße 2 (Standort)  | Katholische Pfarrkirche St. Erhard | Chorturmanlage, im Kern von 1182/89, Saalkirche mit Steildach, Ausbau im 18. Jahrhundert, Verlängerung der Kirche 1879, Turmobergeschosse von Johann Baptist Camesino, 1711, Ölbergrelief an der Ostseite des Langhauses, spätes 15. Jahrhundert; mit Ausstattung; Friedhofsummauerung, im Kern 18./19. Jahrhundert, in jüngerer Zeit erneuert. | D-1-76-137-62 Wikidata | weitere Bilder |
| Kirchstraße 2 (Standort)  | Wappentafel                        | bezeichnet mit dem Jahr 1610; an der Front des Hauses. | D-1-76-137-67 Wikidata | weitere Bilder |
| Kirchstraße 5 (Standort)  | Bauernhaus                         | breitgelagerter erdgeschossiger Bau mit Kalkplattendach, erste Hälfte 19. Jahrhundert. | D-1-76-137-66 Wikidata | weitere Bilder |
| Seestraße 10 (Standort)   | Scheune                            | breitgelagerter Satteldachbau mit Fachwerk, traufseitig erschlossen, 18. Jahrhundert. | D-1-76-137-68 Wikidata | weitere Bilder |
| Seestraße 22 (Standort)   | Ehemaliges Forsthaus               | zweigeschossiger Massivbau mit hohem Kniestock und Kalkplattendach (erneuert), erste Hälfte 19. Jahrhundert. | D-1-76-137-69 Wikidata | weitere Bilder |

### Ilbling
| Lage                  | Objekt                                | Beschreibung | Akten-Nr.              | Bild           |
| --------------------- | ------------------------------------- | --- | ---------------------- | -------------- |
| Ilbling 1 (Standort)  | Katholische Filialkirche St. Briccius | Romanische Anlage mit eingestelltem Turm zwischen Apsis und Langhaus, wohl 12. Jahrhundert, Turmobergeschoss barock, Langhauserweiterung 1884; mit Ausstattung; Friedhofsummauerung wohl spätmittelalterlich; Karner mit Fachwerkgiebel, jetzt Leichenhaus, im Kern wohl spätmittelalterlich. | D-1-76-137-72 Wikidata | weitere Bilder |
| Ilbling 2 (Standort)  | Scheune                               | mit Fachwerkgiebel und Kalkplattendach, über den Einfahrten Taubenschläge, wohl Anfang 19. Jahrhundert. | D-1-76-137-73 Wikidata | weitere Bilder |
| Ilbling 15 (Standort) | Kleinbauernhaus                       | kleiner erdgeschossiger Massivbau mit Steildach und Fachwerk im Giebel, 18. Jahrhundert. | D-1-76-137-74 Wikidata | weitere Bilder |
| Rauhleite (Standort)  | Wegkapelle Hl. Familie                | erste Hälfte 19. Jahrhundert; oberhalb des Ortes, nordwestlich am Waldrand. | D-1-76-137-75 Wikidata | weitere Bilder |
| Rauhleite (Standort)  | Marienbildstock                       | erste Hälfte 19. Jahrhundert, renoviert 1984; etwa 1 km nördlich des Ortes am Waldrand. | D-1-76-137-76 Wikidata | weitere Bilder |

### Kirchanhausen
| Lage                       | Objekt                                  | Beschreibung                                                            | Akten-Nr.              | Bild              |
| -------------------------- | --------------------------------------- | ----------------------------------------------------------------------- | ---------------------- | ----------------- |
| Kirchanhausen 1 (Standort) | Katholische Filialkirche Mariä Opferung | Romanisierender Neubau, Saalkirche mit Steildach, 1858; mit Ausstattung | D-1-76-137-77 Wikidata | weitere Bilder    |
| Mühlleite (Standort)       | Kapellenbildstock                       | 19. Jahrhundert, in jüngerer Zeit erneuert; am oberen Ortsrand.         | D-1-76-137-78 Wikidata | Kapellenbildstock |

### Kratzmühle
| Lage                                        | Objekt                         | Beschreibung                                                                   | Akten-Nr.              | Bild           |
| ------------------------------------------- | ------------------------------ | ------------------------------------------------------------------------------ | ---------------------- | -------------- |
| Altmühlweg (Standort)                       | Wegkapelle                     | 18./19. Jahrhundert; mit Ausstattung                                           | D-1-76-137-79 Wikidata | weitere Bilder |
| Kratzmühle; Mühlweg 1; Mühlweg 2 (Standort) | Unterschlächtiges Mühlrad      | 19. Jahrhundert, in jüngerer Zeit in Teilen erneuert; modern aufgestellt.      | D-1-76-137-81 Wikidata | weitere Bilder |
| Mühlweg 1 (Standort)                        | Türgewände und Wirtshausschild | Kalkstein, bezeichnet mit dem Jahr 1736, Wirtshausschild wohl 19. Jahrhundert. | D-1-76-137-80 Wikidata | weitere Bilder |

### Pfraundorf
| Lage                     | Objekt                                      | Beschreibung | Akten-Nr.              | Bild           |
| ------------------------ | ------------------------------------------- | --- | ---------------------- | -------------- |
| In Pfraundorf (Standort) | Katholische Filialkirche St. Peter und Paul | Kleine frühgotische Chorturmanlage, 13. Jahrhundert, massiver Turm mit Treppengiebel, 16./17. Jahrhundert; mit Ausstattung | D-1-76-137-82 Wikidata | weitere Bilder |

### Schafhausen
| Lage                      | Objekt                              | Beschreibung | Akten-Nr.              | Bild           |
| ------------------------- | ----------------------------------- | --- | ---------------------- | -------------- |
| In Schafhausen (Standort) | Fachwerkscheune                     | traufseitig erschlossen, wohl erste Hälfte 19. Jahrhundert. | D-1-76-137-84 Wikidata | weitere Bilder |
| Schafhausen 1 (Standort)  | Katholische Filialkirche St. Martin | Mittelalterliche Chorturmanlage, Saalkirche mit Steildach, neu gebaut 1751; mit Ausstattung; mit Friedhofsummauerung, erste Hälfte 19. Jahrhundert.                                                              | D-1-76-137-83 Wikidata | weitere Bilder |
| Schafhausen 21 (Standort) | Bauernhaus                          | breitgelagerter erdgeschossiger Massivbau mit hohem Kniestock und Kalkplattendach, Aufzugsluke, Wohn- und Stallteil firstparallel nebeneinander, erste Hälfte 19. Jahrhundert, im Kern wohl 17./18. Jahrhundert. | D-1-76-137-85 Wikidata | weitere Bilder |

### Schafhausermühle
| Lage                              | Objekt            | Beschreibung | Akten-Nr.              | Bild           |
| --------------------------------- | ----------------- | --- | ---------------------- | -------------- |
| Nähe Schafhauser Mühle (Standort) | Hofkapelle        | kleiner Satteldachbau mit Vorhalle nach drei Seiten geöffnet, Fassade mit Lisenengliederung, 1807 erbaut, mit Dachreiter; mit Ausstattung | D-1-76-137-87 Wikidata | weitere Bilder |
| Schafhauser Mühle 2 (Standort)    | Schafhauser Mühle | Wohnhaus, zweigeschossiger kubenförmiger Mansardwalmdachbau, Ende 18. Jahrhundert.                                                        | D-1-76-137-86 Wikidata | weitere Bilder |

### Schlößlmühle
| Lage                      | Objekt        | Beschreibung | Akten-Nr.              | Bild           |
| ------------------------- | ------------- | --- | ---------------------- | -------------- |
| Schlößlmühle (Standort)   | Brücke        | gemauerte Zweibogenbrücke, 19. Jahrhundert; über die Anlauter. | D-1-76-137-90 Wikidata | weitere Bilder |
| Schlößlmühle 1 (Standort) | Schlösslmühle | zweigeschossiges Wohnhaus, Anfang 19. Jahrhundert, Kunstmühle als hohes Zwerchhaus mit kleinem Fachwerkgiebel (nicht sichtbar) ausgebaut, wohl Ende 19. Jahrhundert | D-1-76-137-88 Wikidata | BW             |
| Schlößlmühle 3 (Standort) | Hofkapelle    | erste Hälfte 19. Jahrhundert; mit Ausstattung | D-1-76-137-89 Wikidata | weitere Bilder |

### Unteremmendorf
| Lage                         | Objekt                                | Beschreibung | Akten-Nr.              | Bild                            |
| ---------------------------- | ------------------------------------- | --- | ---------------------- | ------------------------------- |
| Grundfeld (Standort)         | Bildstock                             | gemauert, 19. Jahrhundert; am Feldweg nach Kinding. | D-1-76-137-96 Wikidata | weitere Bilder                  |
| In Unteremmendorf (Standort) | Brückenfigur Hl. Johann Nepomuk       | 18. Jahrhundert | D-1-76-137-97 Wikidata | Brückenfigur Hl. Johann Nepomuk |
| In Unteremmendorf (Standort) | Bildstock                             | gemauert, erste Hälfte 19. Jahrhundert; bei Haus Nr. 23. | D-1-76-137-95 Wikidata | weitere Bilder                  |
| Unteremmendorf 14 (Standort) | Wohnhaus                              | erdgeschossig, mit Mansardwalmdach, Ende 18. Jahrhundert. Besichtigung am 30.4.2021: nicht vorgefunden, offensichtlich abgebrochen und durch Neubau ersetzt | D-1-76-137-92 Wikidata | BW                              |
| Unteremmendorf 20 (Standort) | Fachwerkstadel                        | mit Kalkplattendach, 18./19. Jahrhundert; am Haus zwei Gusseisenrelieftafeln, 1847.                                                                         | D-1-76-137-93 Wikidata | Fachwerkstadel                  |
| Unteremmendorf 25 (Standort) | Kleinhaus                             | sogenanntes Armenhaus, erdgeschossiger Massivbau mit Fachwerkobergeschoss und Kalkplattendach, wohl 18. Jahrhundert, erneuert 2001.                         | D-1-76-137-94 Wikidata | weitere Bilder                  |
| Unteremmendorf 26 (Standort) | Katholische Filialkirche St. Nikolaus | Romanische Chorturmanlage mit zweigeschossigem Langhaus, wohl 12. Jahrhundert, Langhaus barock verändert, 1724/25, Turmerhöhung, 1838; mit Ausstattung      | D-1-76-137-91 Wikidata | weitere Bilder                  |

## Ehemalige Baudenkmäler
In diesem Abschnitt sind Objekte aufgeführt, die früher einmal in der Denkmalliste eingetragen waren, jetzt aber nicht mehr. Objekte, die in anderem Zusammenhang also z. B. als Teil eines Baudenkmals weiter eingetragen sind, sollen hier nicht aufgeführt werden. Aktennummern in diesem Abschnitt sind ehemalige, jetzt nicht mehr gültige Aktennummern.

| Lage                                                    | Objekt                        | Beschreibung | Akten-Nr.              | Bild       |
| ------------------------------------------------------- | ----------------------------- | --- | ---------------------- | ---------- |
| Kinding Beilngrieser Straße 4; Jurastraße 24 (Standort) | Ehemaliges Bauernhaus         | mit Kalkplattendach und Putzbändern, 1757 (laut Bauforschung); quer angeschlossener Fachwerkstadel, mit Kalkplattendach, gleichzeitig. | D-1-76-137-3 Wikidata  | BW         |
| Berletzhausen Haus Nr. 7 (Standort)                     | Bauernhaus                    | zweigeschossiger Massivbau mit Kalkplattendach, Mitte 19. Jahrhundert, seitliche Stallerweiterung, 1935.                               | D-1-76-137-28 Wikidata | BW         |
| Berletzhausen Haus Nr. 18 (Standort)                    | Bauernhaus                    | erdgeschossig, mit hohem verputztem Fachwerk-Kniestock und Kalkplattendach, Mitte 19. Jahrhundert.                                     | D-1-76-137-27 Wikidata | Bauernhaus |
| Enkering Flurkreuz ()                                   | Flurkreuz mit eisernem Corpus | Anfang 20. Jahrhundert; an der Straße nach Kinding.                                                                                    | D-1-76-137-45 Wikidata |            |
| Enkering Hauptstraße 18 (Standort)                      | Scheune                       | Fachwerkbau, mit Kalkplattendach, von 1601/02, umgebaut, 18. Jahrhundert.                                                              | D-1-76-137-33 Wikidata | BW         |
| Enkering Rumburgstraße 9 (Standort)                     | Fachwerkscheune               | mit Steilgiebel, erste Hälfte 19. Jahrhundert.                                                                                         | D-1-76-137-39 Wikidata | BW         |
| Erlingshofen Haus Nr. 8 (Standort)                      | Fachwerkscheune               | mit Kalkplattendach, erste Hälfte 19. Jahrhundert.                                                                                     | D-1-76-137-52 Wikidata | BW         |

## Abgegangene Baudenkmäler
In diesem Abschnitt sind Objekte aufgeführt, die früher einmal in der Denkmalliste eingetragen waren, jetzt aber nicht mehr existieren, z. B. weil sie abgebrochen wurden. Aktennummern in diesem Abschnitt sind ehemalige, jetzt nicht mehr gültige Aktennummern.

| Lage                                     | Objekt                    | Beschreibung | Akten-Nr.              | Bild |
| ---------------------------------------- | ------------------------- | --- | ---------------------- | ---- |
| Kinding Kipfenberger Straße 5 (Standort) | Thomasbauernhof           | Jurahaus, mit Kalkplatten gedeckt; im Oktober 2010 von einem Investor, der das Haus vorgeblich sanieren wollte, ordnungswidrig abgebrochen |                        | BW   |
| Schlößlmühle Schlößlmühle 1 (Standort)   | Scheune der Schlösslmühle | Fachwerkscheune mit Kalkplattendeckung, 19. Jahrhundert                                                                                    | D-1-76-137-88 Wikidata | BW   |